# 別拉耶湖 (布列斯特區)

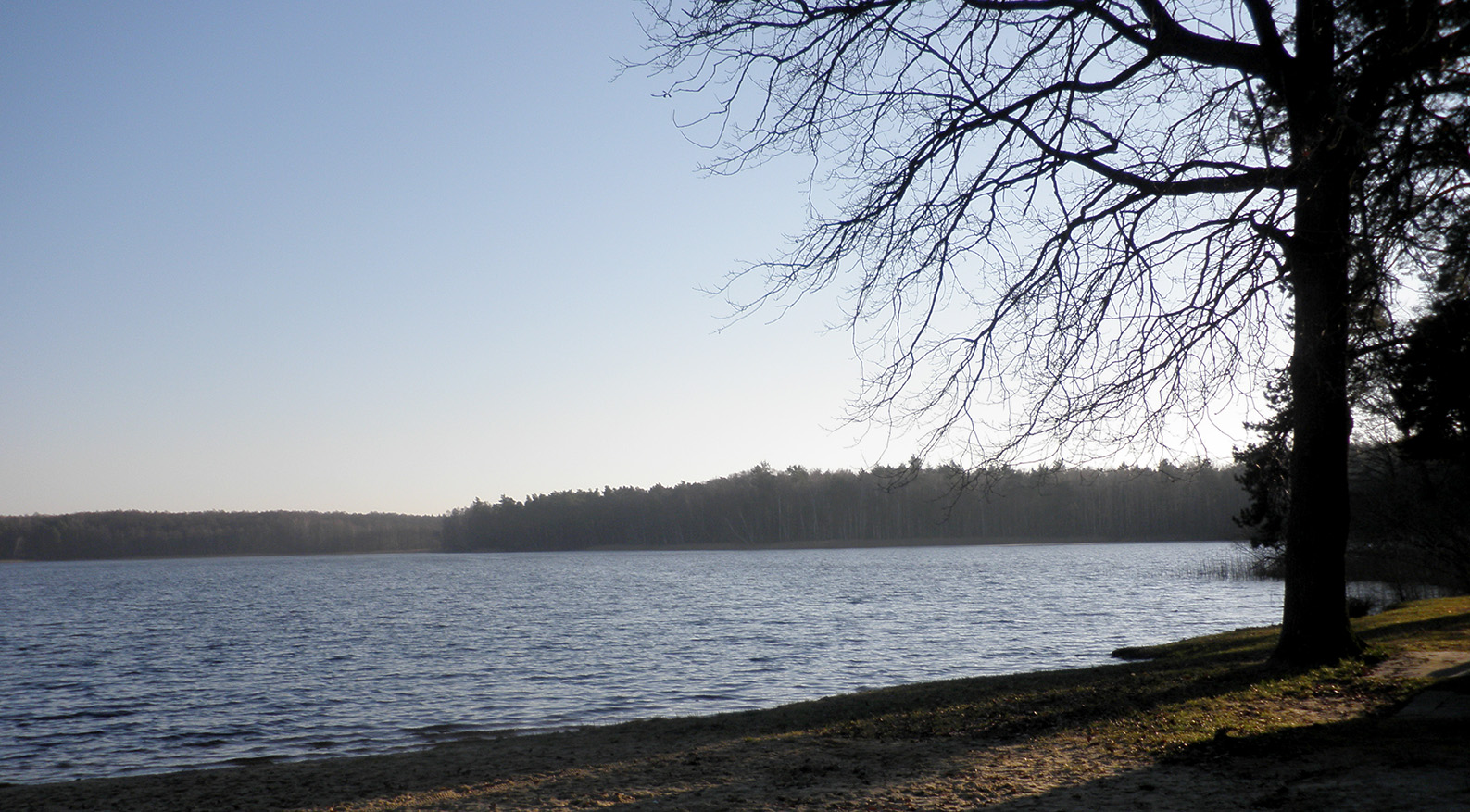
別拉耶湖

別拉耶湖（白俄羅斯語：Белае）是白俄羅斯的湖泊，位於布列斯特州首府布列斯特以南30公里，毗鄰喬爾諾耶湖，長1.03公里、寬0.6公里，面積0.5平方公里，湖岸線長度2.8公里，最大水深21.5米。